# Scrupocellaria sinuosa
Scrupocellaria sinuosa är en mossdjursart som beskrevs av Ferdinand Canu och Ray Smith Bassler 1927. Scrupocellaria sinuosa ingår i släktet Scrupocellaria och familjen Candidae. Inga underarter finns listade i Catalogue of Life.